# Peter Kristensson
Peter Kristensson, född den 15 september 1966 i Österhaninge, är en svensk journalist.
Kristensson är uppvuxen i Jönköping och bor i Norrköping sedan 1990. Han läste journalistutbildningen på Strömbäcks folkhögskola utanför Umeå och arbetar sedan 1990 på Sveriges Radio Östergötland där han bland annat varit nyhetschef och ställföreträdande kanalchef. Han slutade på radion 2018.
Han har även studerat historia vid Linköpings universitet. Sitt intresse för historia och nyhetsjournalistik kombinerar han i Nättidningen Svensk Historia som han skapat och drivit sedan 2000. Han fick 2004 ta emot Kunskapspriset av Nationalencyklopedin på 250 000 kronor för att nättidningen, enligt juryns motivering, "aktivt bidrar till att vidmakthålla historieintresset i Sverige”.
Han har skrivit boken Norrköpings gatunamn som kom ut 2014 på det egna förlaget Klingsbergs Förlag. För boken fick han utmärkelsen "Norrköpingsrummets vän" av Brukarföreningen Norrköpingsrummets vänner. 2018 gav han ut sin andra bok Norrköpings kvartersnamn och 2021 Staden vid Strömmen. Berättelser ur Norrköpings historia. Han har skrivit manuset till "Deckarvandring i Emelie Schepps fotspår" åt Norrköpings kommun 2019.
Kristensson har varit styrelseordförande för Östergötlands Arkivförbund och Bel Cantokören i Norrköping, samt styrelseledamot i bland annat Journalistklubben vid Sveriges Radio, Svenska Journalistförbundets Östgötadistrikt och Körkompaniet.